# Liste der Listen der DDR
Diese Liste enthält Listen über die DDR.

## Verwaltungsstrukturen
- Liste der Bezirke der DDR
- Liste der Kreise der DDR
- Liste der Stadtkreise der DDR
- Liste der Städte der DDR
- Liste der größten Städte in der DDR
- Liste der Postleitzahlen in der DDR

## Kultur und Wissenschaft

### Strukturen
- Liste der Hochschulen und Akademien in der DDR
- Liste der Kulturhäuser in der DDR
- Liste der DDR-Verlage
- Liste von Zeitungen und Zeitschriften in der DDR

### Personen
- Liste von Filmschaffenden der DDR
- Liste von Kulturschaffenden in der DDR
- Liste der DDR-Orgelbauer
- Liste bekannter DDR-Schauspieler
- Liste von Schriftstellern der DDR
- Liste von Wissenschaftlern, Technikern, Erfindern und Forschern der DDR

### Filme
- Liste der DEFA-Spielfilme
- Liste von DEFA-Dokumentarfilmen
- Liste der Polizeiruf-110-Folgen
- Liste in der DDR gezeigter westlicher Filme
- Liste in der DDR gezeigter westlicher Fernsehserien
- Liste in der DDR gezeigter westdeutscher Filme
- Liste in der DDR gezeigter deutscher Filme bis 1945
- Liste in der DDR gezeigter US-amerikanischer Filme
- Liste in der DDR gezeigter britischer Filme
- Liste in der DDR gezeigter skandinavischer Filme
- Liste in der DDR gezeigter außereuropäischer Filme

### Musik
- Liste von Musikfestivals in der DDR
- Liste ausländischer Unterhaltungsmusiker mit Auftritten in der DDR

## Sport

### Allgemein
- Sportler des Jahres der DDR
- Olympiateilnehmer der DDR

### Fußball
- Liste der Fußballnationalspieler der DDR
- Liste der Torschützenkönige der DDR-Oberliga
- Liste der Fußballspieler mit den meisten DDR-Oberliga-Einsätzen
- Liste von Fußballspielen zwischen Mannschaften aus der DDR und der Bundesrepublik Deutschland
- Liste der DDR-Oberligaspieler der BSG Stahl Brandenburg
- Liste der DDR-Oberligaspieler des FC Karl-Marx-Stadt
- Liste der DDR-Oberligaspieler der BSG Chemie Buna Schkopau
- Liste der DDR-Oberligaspieler der BSG Motor Suhl
- Liste der DDR-Oberligaspieler der BSG Stahl Thale

### Weitere Sportlerlisten
- Liste der DDR-Meister im Alpinen Skisport
- Liste der DDR-Meister im Endurosport
- Liste der DDR-Einzelmeister im Fechten
- Liste der DDR-Meister im Rennrodeln
- Liste der DDR-Meister im Skispringen
- Liste der DDR-Meister im Tennis
- Liste der DDR-Meister im Turnen

### Weitere Mannschaftslisten
- Liste der DDR-Meister im Basketball (Frauen)
- Liste der DDR-Meister im Basketball (Männer)
- Liste der DDR-Wasserballmeister
- Liste der DDR-Wasserballpokalsieger

## Weitere Personenlisten
- Liste der DDR-Minister 1950–1989 und 1989–1990
- Liste der Botschafter der DDR
- Liste der Listen der Träger des Nationalpreises der DDR
- Liste von Oppositionellen in der DDR
- Liste von in der DDR hingerichteten Personen
- Todesopfer des DDR-Grenzregimes
- Todesopfer an der Berliner Mauer
- Todesfälle unter DDR-Grenzern

## Weitere Listen
- Liste von Abkürzungen (DDR)
- Liste der Auszeichnungen der DDR
- Gedenkmünzen der Deutschen Demokratischen Republik
- Liste der Kfz-Kennzeichen der DDR
- Liste von Kombinaten der DDR
- Liste von Markennamen und Produkten in der DDR
- Liste der Treffen zwischen führenden Repräsentanten der DDR und der Bundesrepublik Deutschland